# 胡有基
胡有基（？—？），字柱安，江西宝山人，清朝政治人物。举人出身。胡襄之子。

## 生平
署金匮縣训尊，授安徽巢縣教谕。道光十年，擔任廣東廣州府永安縣知縣（現紫金縣知縣）。后由金鳳池接任。道光十一年复任，擔任廣東廣州府永安縣知縣。后由趙德懋接任。道光十二年复任，擔任廣東廣州府永安縣知縣。后由張起鵬接任。道光十五年十月复任。后由壽祺接任。